# Uí Ímair
Uí Ímair (også: Uí Ímhair) var et nordisk-gælisk dynasti som regerede store dele af området omkring Det Irske Hav samt Skotlands vestkyst i sidste del af 800-tallet og ind i 900-tallet.

## Navn og oprindelse
Navnet Uí Ímair er oldirsk og betyder "børnebørn" eller "efterkommere af Ivar" og referere enten til den store vikingehelt og besærker Ivar Benløs konge af Jorvik eller til den person der i de irske krøniker er opskrevet som konge af Dublin fra 853 (sammen med Olav Kvite) – disse to kan også være en og samme person. I Ulsterkrønikerne står der i optegnelse for året 873 en nekrolog: Imhar, rex Nordmannorum totius Hibernie & Brittanie, uitam finiuit." Hvilket betyder: Ivar, konge over alle Irlands og Brittanias nordmænd, endte sit liv.

## Ivarslægten
Ivars efterkommere arvede hans rige og fortsatte med at reagere det samme område; irske havnebyer så som Dublin og Waterford, Isle of Man, Hebriderne, området Argyll og Galloway hhv. i det vestlige og sydvestlige Skotland, området Cumberland og Westmorland i det nordvestlige England såvel som store dele af Northumbria i det nordlige England. Om end det ville være en fejltagelse at beskrive Ivarslægtens overherredømme i områderne som værende et uniformt sammenhængende rige, men derimod skal de ses som en række forskellige hertug og kongedømmer underlagt samme slægt, med forskellige grader af sammenhold og alliancer afhængig af øjeblikkets politiske nødvendighed.